# Antonín Kachlík
Antonín Kachlík (26. února 1923 Kladno-Rozdělov – 20. dubna 2022) byl český režisér a filmový pedagog.

## Život
Narodil v Rozdělově (dnes Kladno-Rozdělov) 26. února 1923. Vyrůstal v Malé Dobré, v roce 1931 se rodina přestěhovala do Prahy. Po maturitě na obchodní akademii v Karlíně byl totálně nasazen v nacistickém Německu jako hasič, na dovolenku odjel domů a zpátky už se nevrátil. Až do konce války se skrýval s falešnými doklady v Praze, byl aktivní v ilegální odbojové činnosti a také vstoupil do (ilegální) KSČ. Po válce byl zaměstnán na ministerstvu informací a současně studoval na Vysoké škole politické, odkud posléze přešel studovat na FAMU, kde vystudoval režii. Na počátku 50. let pracoval jako režisér a dramaturg v Divadle pracujících v tehdejším Gottwaldově, od roku 1956 přešel k Československému státnímu filmu na Barrandov, kde nejprve pracoval jako asistent režie a pomocný režisér, od roku 1960 až do roku 1987 pak jako samostatný režisér. Zároveň byl docentem na katedře režie pražské FAMU, kde v letech 1971–1992 vyučoval.
Archiv bezpečnostních složek jej eviduje jako Agenta StB s krycím jménem Tonda.
Manželka, herečka Květoslava Houdlová zemřela v roce 1991. Dcera Kateřina (* 1956) je operní pěvkyní a pedagožkou.
Zemřel dne 20. dubna 2022.

## Členství v organizacích, funkce
- člen KSČ
- funkcionář Svazu československých dramatických umělců
- předseda Svazu protifašistických bojovníků
- člen Svazu totálně nasazených
- 1976–1986 poslancem České národní rady

## Tvorba
Jeho režijní tvorba byla žánrově pestrá – od debutu Červnové dny, relativně novátorského příběhu (byl i autorem scénáře, poté vydaného v knižní podobě) lásky hornického učně a venkovské dívky, přes hudební film z vojenského prostředí Bylo nás deset podle vlastní literární předlohy. Ten se stal kultovním filmem pro mnoho generací, všech, kteří prošli tehdy povinnou vojenskou službou.[zdroj?] Debutovala v něm mimo jiné Olga Schoberová, kterou A.Kachlík pro tento film objevil. Zahrála si zde již tehdy slavná dvojice J. Suchý – J. Šlitr a zazněla zde i jejich píseň Zčervená, zčervená, když jí hladím ramena.
V roce 1969 natočil svůj nejlepší film Já, truchlivý bůh podle povídky Milana Kundery z knihy Směšné lásky, s Milošem Kopeckým a Pavlem Landovským v hlavních rolích. Film skončil kvůli Kunderovu jménu „v trezoru".
Tvorbu v období normalizace Kachlík začal pohádkou Princ Bajaja (1971), s Ivanem Palúchem, Magdou Vášáryovou a Františkem Veleckým v hlavních rolích. Snímek získal cenu na MFF dětského filmu v Benátkách. V dalších letech pokračoval v tvorbě maximálně průměrných filmů často poplatných době, například životopisného filmu o Klementu Gottwaldovi Dvacátý devátý z roku 1974.

## Vyznamenání
- vyznamenání Za vynikající práci
- Řád práce
- laureát Státní ceny Klementa Gottwalda
- 1976 – titul zasloužilý umělec

## Filmografie
- 1988 – O zatoulané princezně
- 1984 – Kouzelníkův návrat
- 1982 – Kouzelné dobrodružství (cena za nejlepší kameru a cena za nejlepší film od Organizace producentů na filmovém festivalu v San Sebastianu 1982)
- 1980 – Požáry a spáleniště (podle Jiřího Švejdy)
- 1979 – Na koho to slovo padne...
- 1978 – Radost až do rána
- 1977 – O moravské zemi
- 1976 – Náš dědek Josef
- 1974 – Dvacátý devátý
- 1973 – Jezdec formule risk
- 1973 – Zločin v Modré hvězdě
- 1972 – My, ztracený holky
- 1971 – Princ Bajaja
- 1969 – Já, truchlivý bůh
- 1966 – Smrt za oponou (podle románu Pavla Hejcmana Anděl hraje na violu)
- 1964 – Třiatřicet stříbrných křepelek
- 1963 – Bylo nás deset
- 1963 – Pršelo jim štěstí
- 1961 – Červnové dny
- 1948 – Vltava po válce

Dokument
- 1984 – Co bylo totální nasazení (cena za divácky nejúspěšnější film na Mezinárodním festivalu krátkých filmů v Oberhausenu 1984)[zdroj?]